# Energia combustibililor
Energia combustibililor este energia chimică a combustibililor. Prin ardere energia unui combustibil scade, diferența de energie degajată în urma arderii este sub formă de căldură, se numește căldură de ardere și este transferată în produsele reacției chimice de ardere și a sistemelor fizice cu care aceste produse sunt în contact.

## Moduri de utilizare
Energia combustibilor fosili poate rezulta din energie solară prin reacții fotochimice ca fotosinteza. Poate fi eliberată sau transformată în energie electrică prin oxidare electrochimică în pile de combustie sau reacții de electrod în baterii electrice, prin ardere în căldură.
Cărbunele poate fi folosit în termocentrale în mod direct, procedeu foarte poluant, sau indirect prin gazeificare combinată cu cicluri termotehnice. Produsele gazeificării pot fi utilizate și în anumite instalații cu pile de combustibil.